# Syn og Segn
Syn og Segn är en norsk kulturtidskrift, som behandlar politik, litteratur och samhälle. Den grundlades av Arne Garborg och Rasmus Flo 1894. Senare redaktörer har bland annat varit Moltke Moe, Halvdan Koht, Olav Midttun, Berge Furre och Hilde Sandvik.
Syn og Segn fick 2010 utmärkelsen Årets kulturtidskrift i Norden.